# Instituto de Investigaciones Culturales Museo
El Instituto de Investigaciones Culturales Museo (IIC-Museo) es un museo situado en Mexicali, Baja California y es parte de la Universidad Autónoma de Baja California. Fue inaugurado el 31 de octubre de 1977, bajo su antiguo nombre "Centro de Investigaciones Culturales (CIC)". El museo está dividido en dos partes: el área de investigación y el museo. En el IIC-Museo se realizan estudios socioculturales referentes a acontecimientos sociales y migratorios en la frontera del norte de México, así como, artículos de investigación para conocer más la historia de Baja California desde sus inicios, prehistoria, las culturas que ahí habitaron, restos fósiles y los vestigios restantes de la Isla.
Cuenta con tres salas de exposición permanentes—Paleontología, Prehistoria y Arqueología, Historia y Antropología— de las cuales se desprenden cuatro líneas de investigación:
- Discurso, poder y representaciones,
- Indígenas y globalización,
- Sociedad, memoria y cultura,
- Cultura, identidad y Agentes sociales.[4]

Estás líneas de investigación son desarrolladas por especialistas en torno a la historia, antropología, sociología. 
Poseen un Centro de Documentación y Archivos Digitales (CDCA) que contiene: 
- Colección bibliográfica: Se enfoca en el acervo histórico de Baja California, engloba 2,254 títulos y 3,295 volúmenes.
- Colección hemerográfica: Con 120 publicaciones locales.
- Colección fotográfica: Abarca diferentes temas, la mayoría son regionales; contiene el Valle y el Antiguo Mexicali, Camino Nacional, entre otros.
- Colección documental: Incluye colecciones de carteles, videocasetes, documentos físicos y digitales.
- Una base de datos.

Dentro del museo se encuentra una colección arqueológica de culturas; ésta dividida en dos acervos: arqueología yumana viene del tronco jokano que es la cuna de diversas culturas de Aridoamerica y el Mesoamericano.

## Cuerpos académicos del IIC-Museo
EL museo fue fundado en 2004 como Línea de Investigación y/o aplicación del conocimiento (LGAC), después se creó la Maestría en Estudios Socioculturales  en 2005 y el Doctorado en Estudios Socioculturales en 2006. Enfocado al estudio de diferentes grupos sociales que se desarrollen en cultura, agentes sociales e identidad de esta región del país, así mismo de estudios históricos y contemporáneos.
Esta categorizado como "en formación".